# Alberto Pisa
Alberto Pisa (Ferrara, 19 marzo 1864 – Firenze, 15 luglio 1930) è stato un pittore italiano.

## Biografia
Nasce a Ferrara da genitori di religione ebraica,  figlio di Abramo Pisa e Malvina Anau, entrambe note e antiche famiglie; il padre è attivo nel commercio all'ingrosso e di importazione nel campo dei metalsiderurgici. Mentre i suoi fratelli Luigi e Arturo seguono e sviluppano l'attività paterna con sedi a Ferrara e anche Bologna, Alberto se ne distacca per seguire la sua inclinazione artistica.

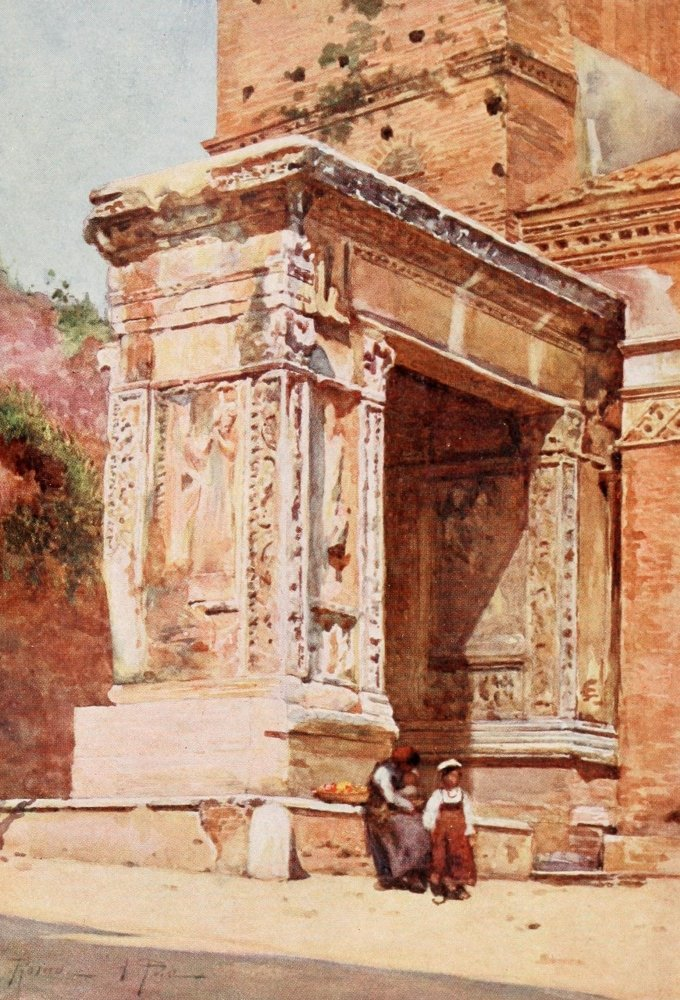
L'arco degli Argentari a Roma

Alberto si forma inizialmente a Ferrara con Gaetano Domenichini; prosegue gli studi presso l'Accademia di belle arti di Firenze. Fu a Firenze che ebbe modo di accostarsi al gruppo dei Macchiaioli. Successivamente, grazie ad un viaggio a Parigi nel 1886, ebbe modo di conoscere le novità pittoriche dell'impressionismo che si rivelarono estremamente importanti per la sua formazione.
Decise in seguito di trasferirsi a Londra, dove visse prevalentemente, per circa trent'anni. Alternava la vita nella capitale inglese a frequenti ritorni in Italia per presenziare a mostre ed esposizioni, soprattutto alla Biennale di Venezia.
A Londra fu conosciuto grazie ad una numerosa produzione di vedute all'acquarello di panorami e di rappresentazioni della vita della città, opere caratterizzata da una pennellata rapida e delicata per garantire all'osservatore una immediata idealizzazione delle immagini rappresentate.
Nel 1889 organizzò una personale a Bond Street, grazie alla quale la sua fama di vedutista crebbe, tanto che il pittore ebbe numerose commissioni come illustratore di libri di viaggio. Il successo fu tale che fu invitato ad esporre alla Royal Academy. Per altro non raggiunse mai elevate quotazioni e visse soprattutto consumando quanto lasciatogli dalla famiglia paterna. A Londra aveva sposato una ragazza inglese di molti anni più giovane di lui, che gli restò vicina fino all'ultimo. Rientrato nel 1921 in Italia si stabilì a Firenze, dove aggiunse alla sua già vasta produzione inglese numerose vedute fiorentine e toscane.
Nel 1925 ricevette la medaglia d'argento alla prima esposizione sociale della Società delle Belle Arti di Firenze. A Ferrara realizzò una serie di acquarelli e vi ricevette nel 1928 il diploma di merito alla Mostra d'Arte di Ferrara. Morì a Firenze.
La natia città di Ferrara recentemente gli ha dedicato una via.